# The Mail Man
The Mail Man è un EP di otto tracce del rapper statunitense E-40. Pubblicato nel 1994, è distribuito da Sick Wid It e Jive Records.
| Recensione | Giudizio |
| ---------- | -------- |
| AllMusic   | [ 1 ]    |

## Tracce
1. Neva Broke – 6:45
2. Bring the Yellow Tape – 4:28
3. Practice Lookin' Hard – 4:36
4. Where the Party At (featuring The Mossie) – 4:55 (testo: Earl Stevens, Mike Mosley, Sam Bostic – musica: Mosley, Bostic)
5. Captain Save a Hoe (featuring The Click) – 4:47
6. The Mail Man – 4:21
7. Ballin' Out of Control (featuring Levitti)
8. Captain Save a Hoe (Remix) (featuring The Click) – 4:48

Durata totale: 34:40

## Classifiche settimanali
| Classifica (1994)         | Posizione massima |
| ------------------------- | ----------------- |
| Stati Uniti               | 131               |
| US Top R&B/Hip-Hop Albums | 13                |

## Formazione
- Sam Bostic - tastiere, batteria, chitarra, produttore, autore musica (traccia 4)
- D-Wiz - missaggio, registrazione (traccia 4)
- E-Way - chitarra, basso elettrico
- James Jones - chitarra (traccia 4)
- Levitti - voce addizionale (traccia 4)
- Mike Mosley - tastiere, batteria, produttore, autore musica (traccia 4)
- Earl Stevens - produttore esecutivo, voce, arrangiamento (traccia 4)
- Studio Ton - produttore, ingegnere del suono, missaggio, chitarra, basso elettrico
- The Click - voce addizionale (tracce 6, 8)
- The Mossie - voce addizionale (traccia 5)